# Gigi (1973)
Gigi ist ein Musical von Frederick Loewe und Alan Jay Lerner. Die Bühnenversion folgt dem Musical-Film Gigi von 1958, der ebenfalls auf der Zusammenarbeit der beiden Autoren beruhte. Am 13. November 1973 hatte dieses Musical in New York im Uris (heute: Gershwin) Theatre Weltpremiere. Regie führte Joseph Hardy, die Choreografie übernahm Onna White; Alfred Drake spielte die Hauptrolle.
Die deutschsprachige Erstaufführung in einer Übersetzung von Robert Gilbert fand am 24. Oktober 1974 im Theater an der Wien statt. Auf den deutschsprachigen Bühnen feierte Johannes Heesters Mitte der 1970er Jahre große Erfolge in der Rolle des Honoré Lachaille. Im Londoner West End wurde das Stück erstmals am 19. September 1985 im Lyric Theatre aufgeführt.

## Handlung
Die Handlung spielt in Paris um die Jahrhundertwende (um 1900): Honoré Lachaille erzählt dem Publikum die Geschichte von „kleinen Mädchen“. Sein Neffe Gaston ist häufiger Gast bei Inez und deren Enkeltochter Gigi. Gaston sieht in Gigi, die von Inez und deren Schwester Alicia zu einer guten Gesellschaftsdame erzogen wird, ein kleines, nicht ernst zu nehmendes Kind. Nachdem er seine letzte Affäre wegen mangelnder Treue beendet hat, lädt er Gigi und Inez zu einem Badeurlaub ein, bei dem er Gefallen an Gigi findet. Er handelt mit Inez einen Vertrag aus, der Gigi zu seiner Kurtisane machen soll, allerdings ohne ihr Wissen. Gigi ist vor den Kopf gestoßen, doch da erkennt er ihre Liebe zu ihr und bittet sie „in allen Ehren“ um ihre Hand.

## Bekannte Musiknummern
- Thank Heaven for Little Girls
- The Night They Invented Champagne
- I’m Glad I’m Not Young Anymore

## Auszeichnungen
Tony Award 1974
- für die beste Originalmusik (Tony Award for Best Original Score)